# Anaerotruncus colihominis
Anaerotruncus colihominis è una specie di batterio appartenente alla famiglia delle Clostridiaceae.